# 折口真喜子
折口 真喜子（おりぐち まきこ）は、日本の小説家。

## 経歴・人物
鹿児島県生まれ。熊本県の短期大学を卒業後、就職する。2009年、青蛙雨堂名義で応募した「梅と鶯」で第3回小説宝石新人賞を受賞する（同時受賞は渡辺淳子「父と私と結婚と」）。2012年、光文社より刊行された『踊る猫』で、単行本デビューを果たす。
小学生の頃には、シャーロック・ホームズシリーズや江戸川乱歩作品などのミステリー作品を読んでいた。中学・高校生の頃には、夏目漱石や芥川龍之介など文豪の作品に触れ、短大生の頃には、司馬遼太郎などの時代小説作品に夢中になったという。

## 作品リスト
- 踊る猫（2012年10月 光文社）
  - 【収録作品】かわたろ / 梅と鶯 / 月兎 / 踊る猫 / 鉦叩き / 雪 / 夜の鶴 / 鳶と烏 / 雨宿り / 梨の花
- 恋する狐（2014年8月 光文社）
  - 【収録作品】蛍舟 / いたずら青嵐 / 虫鬼灯 / 燕のすみか / 鈴虫 / 箱の中 / 鵺の居る場所 / ほろ酔い又平 / 恋する狐
- おっかなの晩 船宿若狭屋あやかし話（2015年11月 東京創元社）
  - 【収録作品】狐憑き / おっかなの晩 / 海へ / 夏の夜咄 / 鰐口とどんぐり / 嫉妬 / 江戸の夢 / 三途の川

### アンソロジー
「」内が収録されている折口真喜子の作品
- 代表作時代小説 生きざまに熱き思いを重ね合わせ（2013年6月 光文社）「月兎」